# Solignano
Solignano är en ort och kommun i provinsen Parma i regionen Emilia-Romagna i Italien. Kommunen hade 1 743 invånare (2018).